# Gostingen
Gostingen (en luxemburguès: Gouschteng) és una vila de la comuna de Flaxweiler, situada al districte de Grevenmacher del cantó de Grevenmacher. Està a uns 16 km de distància de la ciutat de Luxemburg.